# Vijaya (arc)
Vijaya ( sanscrit : विजय ) signife victoire ,, c'était l'arc divin de Karna, le frère aîné des pandavas et plus tard du roi d'Anga au Mahabharata. Il a été fabriqué par Vishvakarma et lui a été présenté par son professeur, Parasurama, qui a reçu l'arc de Shiva ,. 

## Mythologie
Parasurama apprend à Karna à utiliser toutes ses armes célestes et lui donne son char et son arc. Cependant, après avoir découvert qu'il n'était pas un brahmane, au moment de sa mort il le maudit et l'oblige à oublier le savoir nécessaire pour utiliser l'arme de Brahma alors qu'il se battait avec un homme aussi fort que lui. Mais il le bénit d'une gloire immortelle et lui fait don de l'invincibilité tant qu'il tient Vijaya dans ses mains,. 

## Caractéristiques
L'arc Vijaya procure la supériorité contre les ennemis extérieurs, et octroie le pouvoir, la richesse, et le contrôle des préjugés sociaux, des conditions environnementales , etc,. 

## Dans le Mahābharata

### Karna et Parashurama
Parashurama prit Karna comme élève après s'être renseigné sur sa lignée, comme expliqué dans le Mahabharata. Parasurama a donné à son élève ses armes célestes et son arc personnel, le Vijaya. 

### Guerre Kurukshetra
Karna a utilisé l'arc Vijaya dans la bataille de Kurukshetra, où il a invoqué le puissant bhargav astra à l'aide de l'arc. Il a forcé Arjuna et Krishna à se retirer et a grièvement blessé Yudhishthira. 
Connaissant la puissance de Karna, Krishna a averti Arjuna le 17e jour, loué la puissance et les prouesses de Karna et expliqué ses qualités. 

« Écoute brièvement, fils de Pandu! Je considère le puissant guerrier automobile Karna comme ton égal ou peut-être ton supérieur! En énergie, il est égal à Agni. En ce qui concerne la vitesse, il est égal à l'impétuosité du vent. Dans sa colère, il ressemble au Destructeur lui-même. Endossé de force, il ressemble à un lion dans la formation de son corps. Il a huit ratnis de stature. Ses bras sont grands. Sa poitrine est large. Il est invincible. Il est sensible (à propos de sa virilité et de son honneur). C'est un héros. Il est, encore une fois, le plus important des héros. Il est extrêmement beau. Possédant toutes les réalisations d'un guerrier, il dissipe les craintes de ses amis. Personne, pas même les dieux avec Vasava (Indra) à leur tête, ne peut tuer le fils de Radha, à moins que je ne le pense. Personne ne possède de chair et de sang, pas même les dieux combattant avec un soin extrême, ni tous les guerriers des trois mondes qui combattent ensemble ne peuvent vaincre ce guerrier automobile. »

— Lord Krishna to Arjun, 